# Сузан Вриланд
Сузан Џојс Вриланд (енгл. Susan Joyce Vreeland, 20. јануара 1946 – 23. августа 2017) била је америчка ауторка. Неколико њених књига бави се односом уметности и Фикције. Артемизијина страст је измишљена истрага неких аспеката живота Артемизије Ђентилески, док се у Девојка у зумбул плавом усредсређује на замишљену Вермерову слику. Књига Шумски љубавник је измишљени извештај о животу канадске сликарке Емили Кар.

## Рани живот
Вриланд је рођена у Расину, Висконсин од оца Вилијама Алека Вриланда и Естер Алберте, рођена Јанковиус. Њена мајка је била из уметничке породице и студирала је на Чикашком уметничком институту. Породица се преселила у Калифорнију 1948. године. Вриланд је дипломирала енглески језик и библиотекарство на Државном универзитету Сан Диего 1969. године, магистрирала библитекарство 1972. Енглески језик је магистрирала 1978. године.

## Каријера и писање
"Нисам имала посебну жељу да постанем писац", каже Сузан Вриланд, "заправо, жеља, која је сад прилично јака, родила се релативно скоро."
Вриланд је током шездесетих радила као средњошколски професор, предајући енглески. Повремено је писала за новине и магазине, углавном на тему уметности, путовања и образовања, објавивши око 250 чланака. Године 1988. написала је свој први роман, Шта љубав види, дело о решености једне жене да води нормалан живот упркос томе што је слепа. Роман је убрзо послужио као идеја за истоимени филм.
Потом се појавила Девојка у зумбул плавом, роман који је прославио Сузан Вриланд и донео јој низ награда.  Године 2002. објављен је и роман Артемизијина страст.
Поред романа, Сузан Вриланд је писала и приче које се последњих година објављују у литерарним часописима широм САД.

## Дела
Дела Сузан Вриланд укључују:
- What Love Sees: a biographical novel (Шта љубав види: биографски роман), 1988.
- What English Teachers Want: A Survival Guide (Шта наставници енглеског желе: Водич за преживљавање),  1995.
- Girl in Hyacinth Blue (Девојка у зумбул плавом), 1999.
- The Passion of Artemisia (Артемизијина страст), 2002.
- The Forest Lover (Шумски љубавник), 2004.
- Life Studies (Сликари и модели), 2005.
- Luncheon of the Boating Party (Излет), 2007.
- Clara and Mr. Tiffany (Клара и господин Тифани), 2011.
- Lisette's List (Лизетина листа), 2014.